# Тхохояндоу
Тхохояндоу (венда Thohoyanḓou, африк. и англ. Thohoyandou) — административный центр местного муниципалитета Тхуламела и района Вхембе в провинции Лимпопо (ЮАР). Название в переводе с языка венда означает «голова слона» (слон был клановым животным Патрика Мпхепху, президента бантустана Венда).

## История
Тхохояндоу — сравнительно молодой город. С 1971 по 1974 годы был столицей номинально независимого бантустана Венда.

## Население
В 2011 году население города составило 69 453 человека. 48% были мужчины, а 52% — женщины.